# Pithecellobium saxosum
Pithecellobium saxosum é uma espécie vegetal da família Fabaceae.
Pode ser encontrada nos seguintes países: Guatemala e Honduras.